# Pacijent kontrolisana analgezija
Pacijent kontrolisana analgezija (skraćeno PCA od engl. reči Patient Controlled Analgesia) terapijska je metoda koja omogućava pacijentu koji pati od hroničnog bola, da u određenim granicama sam reguliše unos analgetika. Ovaj metod anelgezije može se uspešno koristiti kod odraslih i dece starije od 5 godina, odmah nakon primene prve bolus doze analgetika ili količine analgetika koja se isporučuje pacijentu kada on sam aktivira infuzionu pumpu za primenu leka.  Metoda je pokazala vrlo dobre rezultate, a njen beniifit je mogućnost promene doze analgetika u zavisnosti od jačine bola i objektivno učešća pacijenta u njegovom tretmanu.

## Opšta razmatranja
Hronična bol je javno-zdravstveni, društveni, ekonomski i humani problem u svetu. Od hroničnog bola pati oko 22% svetskog stanovništva, zbog čega se sindromu hroničnog bola posvećuje velika pažnja. 
Pristup lečenju bola multidisciplinaran je i multimodalan. Više specijalista sudeluje u dijagnostici i lečenju hroničnog bola. Farmakoterapija bola postala je kamen temeljac lečenja ovog sindroma čije lečenje se provodi analgeticima (paracetamol, acetilsalicilna kiselina, nesteroidnim antireumatskim  lekovima opioidima), i koanalgeticima (antikonvulzivi, antidepresivi).

### Prednosti
Glavne prednosti ove analgezije su:
- Pacijent koji ima bolove sam sebi dozira analgetike u odnosu na intenzitet i karakter bola, i tako ima sopstvenu kontrolu nad bolom
- Smanjen strah od pojačanja bola
- Lek se odmah ubrizgava, pacijent ne čeka pripremu
- Izuzetno korisna za previjanje i fizikalnu terapiju
- Režim analgezije prilagođen potrebama pacijenta
- Povećanje kvaliteta lečenja i nege
- Skraćenje boravka u bolnici – manje bolničkih dana
- Manji troškovi lečenja
- Bolji utisak o lečenju u bolnici
- Da lekar pre početka terapije programira infuzionu pumpu (ako se ona koristi) kojom se isporučuje analgetik
- Da kod dobro programirana PCA, pod uslovom da se pravilno koristi, je gotovo nemoguće da se pacijent predozira anelgetikom.[4]

### Način primene
Putevi primene pacijent kontrolisane analgezije su:
- Oralno (preko usta)
- Inhalaciono (udisanjem leka)
- Intranazalno (preko nosnih maski)
- Intravenski (ubrizgavanjem leka u venu).[5]

### Kombinovana primena analgetika u PCA
Kombinovana primena analgetika u pacijent kontrolisanoj analgeziji omogućuje njihovu aplikaciju u manjim dozama, uz istovremeno smanjenje rizika od neželjenih dejstava. Tako npr. tramadol i metamizol se često koriste u terapiji akutnog postoperativnog bola u bolus dozama. Međutim, kontinuirana primena ova dva analgetika je efikasnija3, jer se ovim načinom za kratko vreme, postiže peak-plazma koncentracija, koja se u narednim satima održava, prilagođavanjem brzine infuzije.

## Indikacije
Glavna indikacija za primenu pacijent kontrolisane analgezije je terapija akutnog i hroničnog bola, u ambulantnim, bolničkim i kućnim uslovima, kod.
- Kancerskog bola
- Pstoperativnog bola
- Postraumatskog bola

## Kontarindikacije
Glavne kontraindikacije za primenu ove metode su:
- Konfuzni, dezorjentisani pacijenti
- Pacijenti koji zbog prirode bolesti ne mogu da uče
- Pacijentui koji ne mogu da koriste ruke
- Mlađi od 5 godina
- Kritično oboleli (pacijenti koji se leče u jedinicama intenzivne nege)

## Literatura
- Levy M, Zylber Katz E, Rosenkranz B (1995). „Clinical pharacocinetics of dipyrone and its metabolites”. Clin Pharmacokin. 28 (3): 216—234. doi:10.2165/00003088-199528030-00004.
- Raffa, B.; Friderichs, E.; Reimann, W.;  . (1993). „Complementary and synergistic antinociceptive interaction between the enantiomers of tramadol”. J Pharmacol. 267: 331—40.
- Grond S, Sablotzki A (2004). „Clinical pharmacology of tramadol”. Clin Pharmac. 43 (13): 879—923. doi:10.2165/00003088-200443130-00004.
- Stamer U, Lehnen K, Hother F et al. Impact of CYP2D6 genotype on postoperative tramadol analgesia. Pain 2003; 231–238.
- Tighe P, Wendling L, Patel A et al. Clinically derived early postoperative pain trajectories differ by age,sex and type of surgery. Pain. 156: 609—617. 2015. Недостаје или је празан параметар |title= (помоћ)
- Macintyre P, Jarvis D (1996). „Age is the best predictor of postoperative morphine requirements”. Pain. 64 (2): 357—364. doi:10.1016/0304-3959(95)00128-X.
- Lempa M, Kohler L. Postoperative pain relief in morbidly obese patient:feasibility study of a combined dipyrone/tramadol infusion. Pain. 2: 172—175. 1999. Недостаје или је празан параметар |title= (помоћ)
- Crombie, JM (1876). „On the self-administration of chloroform”. The Practitioner. 16 (2): 97—101. ISSN 0032-6518. Приступљено 2. 8. 2018.
- Klieman, R. L.; Lipman AG; Hare BD; MacDonald SD (1988). „A comparison of morphine administered by patient-controlled analgesia and regularly scheduled intramuscular injection in severe, postoperative pain”. J Pain Sympt Manag. 3 (1): 15—22. PMID 3351344. doi:10.1016/0885-3924(88)90133-9.
- Sechzer, PH (1971). „Studies in pain with the analgesic-demand system”. Anesthesia and Analgesia. 50 (1): 1—10. ISSN 0003-2999. PMID 5100236. doi:10.1213/00000539-197101000-00001.
- „Fast Fact and Concept #085: Epidural Analgesia”. Архивирано из оригинала 01. 09. 2006. г., End of Life/Palliative Education Resource Center, Medical College of Wisconsin
- White, P. F. (1988). „Use of patient-controlled analgesia for the treatment of acute pain”. JAMA. 259: 242—247.

|  | Molimo Vas, obratite pažnju na važno upozorenje u vezi sa temama iz oblasti medicine (zdravlja). |